# Barbara (Joseph Roth)
Barbara ist eine Kurzgeschichte von Joseph Roth, die zuerst am 14. April 1918 in dem Wiener Blatt Österreichs Illustrierte Zeitung erschien.

## Inhalt
Barbara, mit 16 Jahren verwaist, wird von ihrem Onkel mit einem vierschrötigen Tischler verheiratet. Aus der Ehe geht Philipp hervor. Der Vater stirbt bei einem Arbeitsunfall und Barbara schlägt sich mit dem Kind als Wäscherin durch. Sie lernt Peter Wendelin, Schreiber bei einem Advokaten, kennen und lieben, und ihre Zuneigung wird erwidert. Doch Barbara verzichtet auf die Ehe mit Wendelin. Sie ermöglicht ihrem Sohn durch harte Arbeit eine höhere Bildung. Philipp studiert Religionswissenschaft und promoviert. Durch die Arbeit als Wäscherin altert Barbara früh und ruiniert sich die Gesundheit. Auf dem Sterbebett erzählt sie dem Sohn vom Verzicht auf ihre Liebe zu Peter Wendelin. Philipp, dessen stumpfes und steifes Wesen offenbar ein väterliches Erbteil ist, beantwortet ihr Geständnis mit Gähnen.

## Textausgaben
- Österreichs Illustrierte Zeitung, 1917/1918, Heft 28, April 1918, Seite 500/501 im Internet
- Fritz Hackert (Hrsg.): Joseph Roth. Werke. Band 4: Romane und Erzählungen. 1916–1929. S. 14–22: Barbara. 1918. Mit einem Nachwort des Herausgebers. Büchergilde Gutenberg, Frankfurt am Main 1994. ISBN 3-7632-2988-4

### Sekundärliteratur
- Jean Paul Bier: Assimilatorische Schreibweise und onomastische Ironie im erzählerischen Frühwerk Roths. In:  Michael Kessler, Fritz Hackert (Hrsg.): Joseph Roth: Interpretation – Kritik – Rezeption. Akten des internationalen, interdisziplinären Symposions 1989, Akademie der Diözese Rottenburg-Stuttgart. Stauffenburg, Tübingen 1990, S. 29–40 ISBN 3-923721-45-5
- Wilhelm von Sternburg: Joseph Roth. Eine Biographie. 2. Aufl. Kiepenheuer & Witsch, Köln 2009. S. 183–184. ISBN 978-3-462-05555-9